# Anthurium atropurpureum
Anthurium atropurpureum é uma espécie de plantas com flores. Foi descrito pela primeira vez por Richard Evans Schultes e Bassett Maguire. Anthurium atropurpureum pertence ao gênero Anthurium, e está relacionado com Araceae. 
Este tipo de planta pode ser encontrado em:
- Peru
- Equador
- Venezuela
- norte do Brasil
- Bolívia
- Colômbia

## Subespécies
O gênero é dividido nos seguintes tipos:
- A. a. Arenicola
- A. a. atropurpureu
- A. a. thomasii